# Robin Hammond
Robin Hammond est un photographe humaniste indépendant néo-zélandais, né en 1975. 
Il a entre autres obtenu le prix Carmignac du photojournalisme en 2011 et le prix W. Eugene Smith pour la photo humaniste en 2014. 

## Biographie
Robin Hammond a étudié la photographie pendant deux années à la Wellington School of Design en Nouvelle-Zélande dont il sort diplômé en 2001. Il travaille brièvement au New Zealand Listener avant de s’installer dans le nord de l’Angleterre où il trouve un emploi dans une agence photo. 
Le Prix Carmignac du photojournalisme obtenu en 2011 pour « Condamnés - La santé mentale dans les pays africains en conflit », lui a permis de poursuivre son projet photographique sur la vie au Zimbabwe sous la direction de Robert Mugabe.  
Ce travail au long cours a été exposé à Paris en 2014, et a été l’objet de son premier livre « Vos blessures seront nommées silence ». Il a été exposé aux Rencontres d’Arles, à Milan, Rome et Cologne et a été publié dans le magazine National Geographic.  
En 2014, il fonde Witness Change, une organisation à but non lucratif qui travaille à « mettre fin aux violations des droits humains des communautés marginalisées grâce à la narration visuelle ».  
Il photographie la vie à Lagos pour l’histoire « Africa’s First City », qui est publiée dans le numéro de janvier 2015 du National Geographic et qui fera l’objet d’un livre « My Lagos » en 2016. 
Pour son projet « Where Love is Illegal » publié en juillet 2015 dans le National Geographic, dans lequel il « examine en profondeur les abus et l'intolérance auxquels sont confrontés les LGBTQI dans sept pays », Hammond réalise soixante cinq portraits à l’aide d’un appareil photo a développement instantané Polaroid moyen format,.  
En 2015, il a été nommé par le Foreign Policy comme l’un des « 100 principaux penseurs mondiaux » et a remporté à six reprises le Pictures of the Year International Awards et le prix Amnesty International pour le journalisme des droits de l’homme.  
Son travail est publié par de nombreux journaux et magazines internationaux, notamment dans National Geographic,, Time, The Sunday Times Magazine, The New York Times, The New Yorker, et Polka Magazine.
Robin Hammond vit et travaille au Royaume-Uni. Il est représenté par l’agence photo Noor. 

## Publications
Liste non exhaustive
- Robin Hammond, Condemned: Mental Health in African Countries in Crisis, FotoEvidence, 2013, 132 p. (ISBN 9780989486606)
- Robin Hammond, Zimbabwe, Your wounds will be named silence, Arles, Actes Sud, 2016, 166 p. (ISBN 978-2-330-01278-6)
- Robin Hammond, My Lagos, Éditions Pierre Bessard, 2016, 68 p. (ISBN 9791091406369)[12]

## Expositions
Liste non exhaustive 
- 2012 : Le nom de vos plaies sera silence,  Chapelle des Petits Augustins - Beaux-Arts de Paris
- 2012 : Condamnés - La santé mentale dans les pays africains en conflit, Visa pour l’Image, Perpignan[13]
- 2013 : Zimbabwe, Rencontres de la photographie d’Arles[14]
- 2015 : Nourrir la planète, Festival Photo La Gacilly[11],[15]

## Prix et récompenses
Liste non exhaustive
- 2011 : Prix Carmignac du photojournalisme pour « Le nom de vos plaies sera silence »
- 2013 : Prix FotoEvidence pour son livre « Condamnés »[16]
- 2014 : Prix W. Eugene Smith pour la photo humaniste
- 2014 : Prix du Dr Guislain pour « Breaking the Chains of Stigma » (Briser les chaînes de la stigmatisation) « en raison de son remarquable travail de photojournalisme qui dénonce les mauvais traitements dont sont victimes les malades mentaux dans les pays africains en crise »[17]
- 2014 : Robert F. Kennedy Journalism Awards du Robert F. Kennedy Center for Justice and Human Right[18]
- 2014 : World Press Photo Award 2e prix, catégorie «  Contemporary Issues »[18]
- 2014 : Pictures of the Year International[18]
- 2017 : World Press Photo Award, 2e prix,  catégorie « People » pour « Praying for a Miracle », un portrait d’Hellen Alfred, 41 ans, originaire de Juba au Soudan du Sud[7]
- Prix Amnesty International pour le journalisme des droits de l’homme[1]